# KylieFever2002
KylieFever2002 (också känd som Fever Tour 2002) var en konsertturné till stöd för Kylie Minogues åttonde studioalbum Fever. Konserten filmades i Manchester den 4 maj 2002 och släpptes på DVD med titeln KylieFever2002: Live in Manchester.

## Låtlista
Akt 1: Silvanemesis
- "The Sound of Music" (instrumentella introduktion)
- "Come into My World"
- "Shocked"
- "Love at First Sight"
- "Fever"

Akt 2: Droogie Nights
- "Spinning Around"

Akt 3: The Crying Game
- Crying Game Medley:
  - "Where Is the Feeling?"
  - "The Crying Game"
  - "Put Yourself in My Place"
  - "Finer Feelings"
  - "Dangerous Game"
  - "The Crying Game" (Reprise)

Akt 4: Street Style
- "GBI:German Bold Italic"
- "Confide in Me"
- "Cowboy Style"
- "Kids"

Akt 5: Sex in Venice
- "On a Night Like This"
- "The Loco-Motion"
- Medley: "In Your Eyes" / "Please Stay" / "The Rhythm of the Night"

Akt 6: Cybertronica
- "Limbo"
- "Light Years"
- "I Should Be So Lucky"

Akt 7: VoodooInferno
- "Burning Up"
- "Better the Devil You Know"

Extra
- "Can't Get Blue Monday Out of My Head"

## Turnedatum
| Datum           | Stad       | Land          | Plats                                     |
| --------------- | ---------- | ------------- | ----------------------------------------- |
| Europa          |            |               |                                           |
| 26 april 2002   | Cardiff    | Wales         | Cardiff International Arena               |
| 27 april 2002   | Cardiff    | Wales         | Cardiff International Arena               |
| 28 april 2002   | Cardiff    | Wales         | Cardiff International Arena               |
| 29 april 2002   | Cardiff    | Wales         | Cardiff International Arena               |
| 1 maj 2002      | Manchester | England       | Manchester Evening News Arena             |
| 2 maj 2002      | Manchester | England       | Manchester Evening News Arena             |
| 3 maj 2002      | Manchester | England       | Manchester Evening News Arena             |
| 4 maj 2002      | Manchester | England       | Manchester Evening News Arena             |
| 6 maj 2002      | Birmingham | England       | National Exhibition Centre                |
| 7 maj 2002      | Birmingham | England       | National Exhibition Centre                |
| 8 maj 2002      | Birmingham | England       | National Exhibition Centre                |
| 9 maj 2002      | Birmingham | England       | National Exhibition Centre                |
| 11 maj 2002     | Manchester | England       | Manchester Evening News Arena             |
| 12 maj 2002     | Manchester | England       | Manchester Evening News Arena             |
| 14 maj 2002     | Sheffield  | England       | Sheffield Arena                           |
| 15 maj 2002     | Sheffield  | England       | Sheffield Arena                           |
| 17 maj 2002     | Glasgow    | Skottland     | Scottish Exhibition and Conference Centre |
| 18 maj 2002     | Glasgow    | Skottland     | Scottish Exhibition and Conference Centre |
| 19 maj 2002     | Glasgow    | Skottland     | Scottish Exhibition and Conference Centre |
| 21 maj 2002     | Newcastle  | England       | Metro Radio Arena                         |
| 22 maj 2002     | Newcastle  | England       | Metro Radio Arena                         |
| 24 maj 2002     | London     | England       | Wembley Arena                             |
| 25 maj 2002     | London     | England       | Wembley Arena                             |
| 26 maj 2002     | London     | England       | Wembley Arena                             |
| 27 maj 2002     | London     | England       | Wembley Arena                             |
| 30 maj 2002     | Stockholm  | Sverige       | Hovet                                     |
| 31 maj 2002     | Oslo       | Norge         | Oslo Spektrum                             |
| 1 juni 2002     | Köpenhamn  | Danmark       | Forum                                     |
| 3 juni 2002     | München    | Tyskland      | Olympiahalle                              |
| 4 juni 2002     | Wien       | Österrike     | Gasometer                                 |
| 6 juni 2002     | Zürich     | Schweiz       | Hallenstadion                             |
| 8 juni 2002     | Berlin     | Tyskland      | Velodrom                                  |
| 9 juni 2002     | Hamburg    | Tyskland      | Alsterdorfer Sporthalle                   |
| 11 juni 2002    | Frankfurt  | Tyskland      | Festhalle Frankfurt                       |
| 12 juni 2002    | Rotterdam  | Nederländerna | Ahoy Rotterdam                            |
| 13 juni 2002    | Oberhausen | Tyskland      | König Pilsener Arena                      |
| 15 juni 2002    | Paris      | Frankrike     | Palais Omnisports de Paris-Bercy          |
| 18 juni 2002    | Milano     | Italien       | Mediolanum Forum                          |
| Australien      |            |               |                                           |
| 2 augusti 2002  | Sydney     | Australien    | Sydney Entertainment Centre               |
| 3 augusti 2002  | Sydney     | Australien    | Sydney Entertainment Centre               |
| 4 augusti 2002  | Sydney     | Australien    | Sydney Entertainment Centre               |
| 6 augusti 2002  | Sydney     | Australien    | Sydney Entertainment Centre               |
| 7 augusti 2002  | Sydney     | Australien    | Sydney Entertainment Centre               |
| 8 augusti 2002  | Sydney     | Australien    | Sydney Entertainment Centre               |
| 11 augusti 2002 | Melbourne  | Australien    | Rod Laver Arena                           |
| 12 augusti 2002 | Melbourne  | Australien    | Rod Laver Arena                           |
| 14 augusti 2002 | Melbourne  | Australien    | Rod Laver Arena                           |
| 15 augusti 2002 | Melbourne  | Australien    | Rod Laver Arena                           |
| 16 augusti 2002 | Melbourne  | Australien    | Rod Laver Arena                           |